# Restauracja Klemens
Restauracja Klemens (dawny Dom Dyrektora Cukrowni Klemensów) – zabytek kultury miejskiej, przemysłowej, drewnianej w Szczebrzeszynie (Roztocze), prawdopodobnie z 1895 roku.

## Historia
Obiekt, w którym obecnie znajduje się restauracja, powstał z przeznaczeniem na mieszkanie dla Dyrektora Cukrowni Klemensów (obecnie Szczebrzeszyn).
Pierwszym z dyrektorów, który w nim zamieszkał był dyr. Iwanowski. Po jego tragicznej śmierci dom zamieszkał Julian Wyszyński, który kierował cukrownią do 1940 roku. Po nim następnym dyrektorem mianowanym przez ordynata Zamoyskiego był St. Maliński. Po nacjonalizacji w 1946 roku budynek nadal pełnił funkcje mieszkalne, później parter użytkowany był jako przedszkole przyzakładowe. 
W 2005 roku obiekt został sprzedany prywatnemu przedsiębiorcy, który przez kolejnych 5 lat pracował nad jego renowacją. W maju 2010 roku na nowo otwarty jako restauracja. W kwietniu 2011 roku na piętrze budynku zostały udostępnione pokoje noclegowe. Wiosną 2012 roku na terenie obiektu powstało Muzeum Skarbów Ziemi i Morza.